# Борьё (Эна)
Борьё (фр. Beaurieux) — коммуна во Франции, находится в регионе Пикардия. Департамент коммуны — Эна. Входит в состав кантона Гиньикур. Округ коммуны — Лан.
Код INSEE коммуны — 02058.

## Население
Население коммуны на 2010 год составляло 793 человека.
| 1962 | 1968 | 1975 | 1982 | 1990 | 1999 | 2010 |
| ---- | ---- | ---- | ---- | ---- | ---- | ---- |
| 560  | 566  | 577  | 652  | 654  | 704  | 793  |

## Экономика
В 2010 году среди 487 человек трудоспособного возраста (15—64 лет) 388 были экономически активными, 99 — неактивными (показатель активности — 79,7 %, в 1999 году было 70,7 %). Из 388 активных жителей работали 339 человек (190 мужчин и 149 женщин), безработных было 49 (25 мужчин и 24 женщины). Среди 99 неактивных 26 человек были учениками или студентами, 33 — пенсионерами, 40 были неактивными по другим причинам.